# Apriltsi (ort)
Apriltsi (bulgariska: Априлци) är en ort i Bulgarien.   Den ligger i kommunen Obsjtina Apriltsi och regionen Lovetj, i den centrala delen av landet, 130 kilometer öster om huvudstaden Sofia. Apriltsi ligger 511 meter över havet och antalet invånare är 3 851.
Terrängen runt Apriltsi är kuperad. Närmaste större samhälle är Trojan, 17,4 kilometer väster om Apriltsi. 
I omgivningarna runt Apriltsi växer i huvudsak lövfällande lövskog. Runt Apriltsi är det glesbefolkat, med 16 invånare per kvadratkilometer.